# Duitse ijshockeyploeg (vrouwen)
De Duitse vrouwenijshockeyploeg is een team van ijshockeysters dat Duitsland vertegenwoordigt in internationale vrouwenijshockey wedstrijden. Het team debuteerde internationaal als West-Duitsland op 3 december 1988 met een 5-6 nederlaag in Geretsried tegen Zwitserland en behaalde eveneens onder West-Duitse vlag een 3e plaats in het Europees kampioenschap 1989 en een 7e plaats in het wereldkampioenschap 1990.
Het team is vanaf het begin een subtopper op mondiaal/Europees niveau gebleken. 
In het wereldkampioenschap is een 4e plaats in 2017 de beste prestatie en op de Olympische Spelen een 5e plaats in 2006. 
Topscorer aller tijden is Maritta Becker met 184 punten. Recordinternational is Bettina Evers met 314 wedstrijden.

## Deelname aan de Olympische Spelen
| Jaar | Locatie                           | Klassering     |
| ---- | --------------------------------- | -------------- |
| 1998 | Japan (Nagano)                    | niet geplaatst |
| 2002 | Verenigde Staten (Salt Lake City) | 6e plaats      |
| 2006 | Italië (Turijn)                   | 5eplaats       |
| 2010 | Canada (Vancouver)                | niet geplaatst |
| 2014 | Rusland (Sotchi)                  | 7e plaats      |
| 2018 | Zuid-Korea (Pyeongchang)          | niet geplaatst |

## Deelname aan het wereldkampioenschap
| Jaar | Locatie                              | Klassering                      |
| ---- | ------------------------------------ | ------------------------------- |
| 1990 | Canada (Ottawa)                      | 7e plaats                       |
| 1992 | Finland (Tampere)                    | niet geplaatst                  |
| 1994 | Verenigde Staten (Lake Placid)       | 8e plaats                       |
| 1997 | Canada (diverse plaatsen in Ontario) | niet geplaatst                  |
| 1999 | Finland (Espoo)                      | 7e plaats                       |
| 2000 | Canada (diverse steden)              | 7e plaats                       |
| 2001 | Verenigde Staten (diverse steden)    | 5e plaats                       |
| 2004 | Canada (Halifax, Dartmouth)          | 6e plaats                       |
| 2005 | Zweden (Linköping, Norrköping)       | 5e plaats                       |
| 2007 | Canada (Winnipeg, Selkirk)           | 8e plaats                       |
| 2008 | China (Harbin)                       | 9e plaats                       |
| 2009 | Oostenrijk (Graz)                    | 2e plaats in divisie 1          |
| 2011 | Duitsland (Ravensburg)               | 1e plaats in divisie 1          |
| 2012 | Verenigde Staten (Burlington)        | 7e plaats                       |
| 2013 | Canada (Ottawa)                      | 5e plaats                       |
| 2015 | Zweden (Malmö)                       | 8e plaats                       |
| 2016 | Denemarken (Aalborg)                 | 1e plaats in divisie 1A         |
| 2017 | Verenigde Staten (Plymouth)          | 4e plaats                       |
| 2019 | Finland                              | geplaatst in topdivisie groep B |